# Olof Sundell
Olof Edvard Sundell, född den 19 april 1895 i Gävle, död den 17 december 1967 i Stockholm, var en svensk militär och företagsledare.

## Biografi

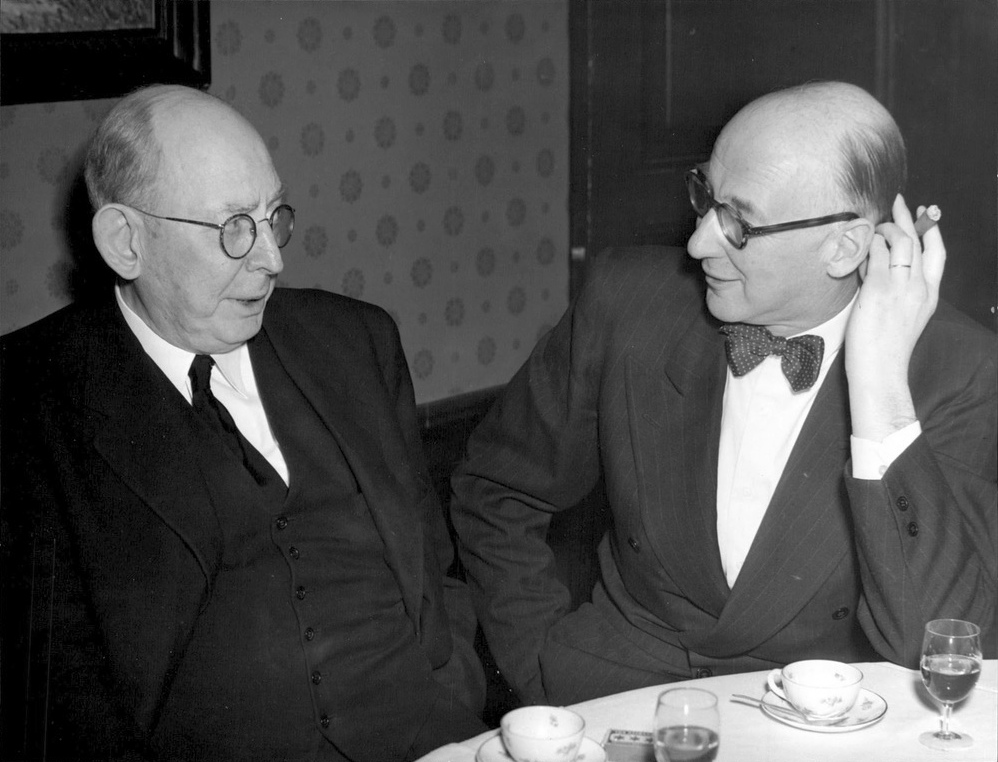
Olof Sundell firar TT:s 30-årsjubileum år 1951 med sin företrädare, major Gustaf Reuterswärd.

Sundell blev fänrik vid fortifikationen 1917, löjtnant där 1920, kapten vid generalstaben 1930, vid fortifikationen 1935, och major vid generalstabskåren 1937. Han var adjutant hos statsrådet och chefen för försvarsdepartementet 1931–1933, lärare vid Krigshögskolan 1934–1937, chef för försvarsstabens luftförsvarsavdelning 1937–1940 och samtidigt sakkunnig hos luftskyddsinspektionen 1937–1940. Sundell befordrades till överstelöjtnant i ingenjörtrupperna 1942, i försvarsstaben 1944, och till överste i armén sistnämnda år, på reservstat 1947. Han var sektionschef i försvarsstaben 1944–1946 och arméöveringenjör 1946.  
Sundell var verkställande direktör för Tidningarnas Telegrambyrå 1947–1961. Han var vice ordförande i Sveriges radio 1953–1961, ordförande i Sveriges civilförsvarsförbunds arbetsutskott, ledamot av beredskapsnämnden för psykologiskt försvar 1954–1961, ordförande i Sveriges civilförsvarsförbunds förlagsaktiebolag från 1954, vice ordförande för Journalistinstitutet i Stockholm 1959–1962, ordförande 1962–1965 och ordförande i Pressinstitutets arbetsutskott 1962–1965. Sundell var militär medarbetare i Svenska Dagbladet 1939–1940 och i Dagens Nyheter 1943–1945. Han invaldes som ledamot av Krigsvetenskapsakademien 1942. 
År 1948 gav Sundell ut boken 9 april, som kom ut i en andra upplaga 1949. Boken argumenterar för att nordisk militärsamverkan skyndsamt bör etableras. Den blev en bestseller, och beskrevs i marknadsföringen som en bok som "varje patriot måste läsa".
Olof Sundell avled den 17 december 1967 i Stockholm. Sundell begravdes på Norra begravningsplatsen i Solna kommun.

## Utmärkelser
- Riddare av Svärdsorden, 1937[4]
- Riddare av Vasaorden, 1940[5]
- Kommendör av Vasaorden, 1953[6]